# Mika Halvari
Mika Halvari (Finlandia, 13 de febrero de 1970) es un atleta finlandés, especializado en la prueba de lanzamiento de peso en la que llegó a ser subcampeón mundial en 1995.

## Carrera deportiva
En el Mundial de Gotemburgo 1995 ganó la medalla de plata en el lanzamiento de peso, llegando hasta los 20.93 metros, tras el estadounidense John Godina (oro con 21.47 m) y por delante del también estadounidense Randy Barnes (bronce).